# Space Oddity (альбом)
Space Oddity — второй альбом Дэвида Боуи, выпущенный в 1969 году. Первоначально был издан на лейбле Philips Records в Великобритании под названием David Bowie и на Mercury Records в США под названием Man of Words/Man of Music. В 1972 году был переиздан лейблом RCA Records под нынешним названием. В 1972 году альбом Space Oddity поднялся до 24-го места в UK Albums Chart и, повторно войдя в чарты — до #17 в 1973-м. Его наивысшее достижение в Billboard 200 — № 16. В ретроспективе альбом расценивается музыкальными критиками как «первый истинный альбом Дэвида Боуи»; он также стал первым регулярно переиздаваемым альбомом певца.

## История создания
В работе над Space Oddity приняли участие такие известные сессионные музыканты, как Херби Флауэрс, Тим Ренвик, Терри Кокс, Рик Уэйкман, а также виолончелист Пол Бакмастер, мультиинструменталист и продюсер Тони Висконти, басист Джон Лодж (англ. John Lodge).
Ещё до начала работы над записью альбома песня «Space Oddity» была выбрана в качестве ведущего сингла, основанного на более раннем демо. Тони Висконти счёл это своего рода «новинкой» (novelty record), и передал полномочия продюсера Гасу Даджену. Таким образом, Висконти спродюсировал все песни в альбоме, которые были на его переиздании 1972 года, за исключением того самого трека, в честь которого альбом получил своё название. Тим Ренвик (англ. Tim Renwick), Джон 'Хонк' Лодж, Мик Уэйн (англ. Mick Wayne) и Джон Кембридж (англ. John Cambridge) — музыканты группы Junior’s Eyes участвовали в сессиях альбома и недолго выступали с Боуи на сессиях для BBC Radio в октябре 1969 года.

### Производство
До сих пор считающаяся одной из самых известных песен Боуи, «Space Oddity» была в значительной степени акустическим номером, дополненным мрачными тонами стилофона — карманного электронного органа. Название и тематика были вдохновлены фильмом Стэнли Кубрика «2001: Космическая Одиссея», также в этой песне Боуи представил персонажа Майора Тома. Некоторые критики усмотрели в песне подтекст в качестве метафоры для употребления героина, сославшись на открытие обратного отсчёта по аналогии с переходом наркотика от укола иглы к «удару» эйфории и отметив признание Боуи в «глупом флирте с героином» («silly flirtation with smack») в 1968 году. Его хит 1980 года «Ashes to Ashes» объявил: «Мы знаем, Майор Том — наркоман» («We know Major Tom’s a junkie»).
«Unwashed and Somewhat Slightly Dazed» отражает сильное влияние Боба Дилана с его гармоникой, резким гитарным звуком и рычащим вокалом. «Letter to Hermione» была прощальной балладой посвящённой прежней подруге Боуи, Гермионе Фартингейл (англ. Hermione Farthingale), которая также была объектом композиции «An Occasional Dream», нежный фолк-мотив которой напоминает дебютный альбом певца. «God Knows I’m Good» — рассказ Боуи о тяжёлом положении магазинного грабителя также напоминал его более ранний стиль.
«Cygnet Committee» была названа «первым подлинным шедевром Боуи». Обычно считается, что эта композиция альбома наиболее определяет будущее направление композитора; её главный герой является мессианской фигурой, «которая разрушает барьеры для его молодых последователей, но понимает, что он только предоставил им средства отвергать и уничтожать его». Боуи сам описал её в то время как усмотренную от хиппи, которые, казалось, готовы следовать за любым харизматичным лидером. Ещё одна композиция цитируется как предзнаменование темы, к которой Боуи вернётся в 1970-х годах, в данном случае раскол личности, это песня «Janine», в которой были слова: «Но если ты занёс топор надо мной, ты убьёшь другого человека, не меня» («But if you took an axe to me, you’d kill another man not me at all»).
Написанная под влиянием буддизма «Wild Eyed Boy from Freecloud» была представлена в более расширенном варианте по сравнению с первоначальной гитарно-виолончельной версией на стороне «Б» сингла «Space Oddity»; альбомная версия песни включала оркестр из пятидесяти инструментов, а также была примечательна дебютом Мика Ронсона на записях Боуи, он играл на гитаре, но не был отмечен в списке музыкантов в буклете альбома. «Memory of a Free Festival» — воспоминание Боуи о фестивале искусств, который он организовал в августе 1969 года. Её затянувшийся исчезающий хор («Машина Солнца снижается / И мы собираемся устроить вечеринку», англ. «The Sun Machine is coming down / And we’re gonna have a party»), сравнивали с битловской «Hey Jude»; песня также интерпретировалась как иронический комментарий к контркультуре, которую она якобы праздновала. В 1970 году Боуи понизил тональность мелодии пополам на а- и б-сайдах, сделав её более рок-ориентированной, с группой музыкантов, которые будут помогать ему в альбоме «The Man Who Sold the World»: Мик Ронсон, Тони Висконти и Мик Вудмэнси — зачаточная форма группы Зигги Стардаста «The Spiders from Mars».
Хотя заглавная песня стала хитом и достигла 5-го места в хит-параде Великобритании в начале 1969 года, остальная часть материала была мало похожа на неё и альбом в своём первом издании стал коммерческим провалом, несмотря на неплохие отзывы. Тем не менее переиздание в ноябре 1972 года, выпущенное в результате прорыва альбома Боуи The Rise and Fall of Ziggy Stardust and the Spiders from Mars и демонстрирующее современные фото Зигги Стардаста на обложке, достигло 17-го места в британских чартах и 16-го — в США.

### Обложка альбома
На обложке оригинальной британской пластинки «Space Oddity» был изображён портрет Боуи на зелёном фоне с синими и фиолетовыми пятнами, работы художника Виктора Вазарели. Тот же портрет был использован на американском издании альбома лейблом Mercury Records Man of Words/Man of Music, но на сплошном синем фоне. Когда альбом был переиздан как Space Oddity в 1972 году лейблом RCA Records, на обложке был изображён портрет Боуи периода Зигги Стардаста. В 1999 году в переиздании на компакт-диске EMI была восстановлена оригинальная британская обложка, хотя новое название было добавлено под портретом, чтобы избежать дальнейшей путаницы. В 2009 году на 40th Anniversary edition также использовалась оригинальная британская обложка, но возвращённая к оригинальному зелёному оттенку и названию David Bowie.

### Музыкальный стиль
Редакторы New Musical Express Рой Карр и Чарльз Шаар Мюррей, отметив, что в альбоме соединились элементы фолка, баллады и прог-рока, заметили: «В некоторой части материала просматривался 67 год, в некоторой — 72 год, но в 1969 году всё это казалось очень странным. В принципе, первый альбом в ретроспективе видится как всё, чем Боуи был прежде и чем он станет в будущем; но <мотивы эти> здесь перемешаны и соперничают между собой…».

## Влияние
Художник Эндрю Колб создал детскую книжку, основанную на песне «Space Oddity». «У вас когда-нибудь бывало такое — вы слушаете какую-либо песню, и перед вами сразу же предстают определённые образы? Классическая песня Боуи для меня является как раз таким случаем. Там каждая строка текста — это яркая картинка», — рассказал Колб.

## Список композиций
Все песни написаны Дэвидом Боуи.
1. «Space Oddity» — 5:15
2. «Unwashed and Somewhat Slightly Dazed» — 6:55
3. «(Don’t Sit Down)» * — 0:39
4. «Letter to Hermione» — 2:28
5. «Cygnet Committee» — 9:33
6. «Janine» — 3:18
7. «An Occasional Dream» — 2:51
8. «Wild Eyed Boy From Freecloud» — 4:45
9. «God Knows I’m Good» — 3:13
10. «Memory of a Free Festival» — 7:05

- «(Don’t Sit Down)» была удалена из издания альбома 1972 года, когда он был выпущен как «Space Oddity».
- В оригинальной версии полноформатной пластинки первая сторона содержит треки 1-5, вторая сторона — 6-10.

## Издания альбома
| Регион | Дата          | Название                  | Лейбл   | Формат                      | Каталог     |
| ------ | ------------- | ------------------------- | ------- | --------------------------- | ----------- |
| UK     | 4 ноября 1969 | David Bowie               | Philips | Stereo LP                   | SBL 7912    |
| USA    | 1969          | Man of Words/Man of Music | Mercury | Stereo LP                   | 61246       |
| USA    | 1972          | Space Oddity              | RCA     | Stereo LP                   | LSP 4813    |
| USA    | 1972          | Space Oddity              | RCA     | Stereo 7inch open reel tape | EPPA 4813-C |

### Издание на компакт-диске
Space Oddity был впервые выпущен на CD лейблом RCA Records в 1984 году. Так же, как и на издании 1972 года, композиция «Don’t Sit Down» отсутствовала в альбоме. Немецкое (для европейского рынка) и японское (для рынка США) издания получены из различных лент и не являются идентичными для каждого региона.
В 1990 году альбом был повторно выпущен лейблом Rykodisc/EMI с расширенным списком композиций, в том числе с песней «Don’t Sit Down», а также «Conversation Piece», и двумя перезаписанными частями композиции «Memory of a Free Festival», которая была выпущена в качестве сингла в 1970 году.

#### Бонус-треки (Rykodisc 1990)
1. «Conversation Piece» (1970 B-side of «The Prettiest Star») — 3:05
2. «Memory of a Free Festival Part 1» (1970 single version A-side) — 3:59
3. «Memory of a Free Festival Part 2» (1970 single version B-side) — 3:31

Альбом был переиздан ещё раз в 1999 году лейблом EMI с восстановленной песней «Don’t Sit Down» (все композиции прошли 24-битный цифровой ремастеринг звука, но без бонус-треков). Японский мини-альбом повторяет обложку оригинального альбома Philips Records.

#### Бонус-диск (EMI 2009)
1. «Space Oddity» (demo) — 5:10
2. «An Occasional Dream» (demo) — 2:49
3. «Wild Eyed Boy From Freecloud» (single B-side with spoken intro) — 4:56
4. Brian Matthew interviews David/«Let Me Sleep Beside You» (BBC Radio session D.L.T. Show) — 4:45
5. «Unwashed And Somewhat Slightly Dazed» (BBC Radio session D.L.T. Show) — 3:54
6. «Janine» (BBC Radio session: D.L.T. Show) — 3:02
7. «London Bye Ta-Ta» (stereo version) — 3:12
8. «Prettiest Star» (stereo version) — 3:12
9. «Conversation Piece» (stereo version) — 3:06
10. «Memory Of A Free Festival (Part 1)» (single A-side) — 4:01
11. «Memory Of A Free Festival (Part 2)» (single B-side) — 3:30
12. «Wild Eyed Boy From Freecloud» (alternate album mix) — 4:45
13. «Memory Of A Free Festival» (alternate album mix) — 9:22
14. «London Bye Ta-Ta» (alternate stereo mix) — 2:34
15. «Ragazzo Solo, Ragazza Sola» (full length stereo version) — 5:14

## Участники записи
- Дэвид Боуи — вокал, двенадцатиструнная гитара, стилофон
- Рик Уэйкман — меллотрон, клавесин, клавишные
- Терри Кокс — ударные
- Тим Ренвик — электрогитара
- Кит Кристмас — акустическая гитара
- Мик Уэйн — гитара
- Тони Висконти — бас, флейта, аудиоинженер
- Херби Флауэрс — бас
- Бенни Маршалл и Друзья — губная гармоника
- Пол Бакмэйстер — виолончель

## Хит-парады

### Альбом
| Год  | Хит-парад                           | Высшая позиция |
| ---- | ----------------------------------- | -------------- |
| 1972 | UK Albums Chart                     | 17             |
| 1972 | Australian Kent Report Albums Chart | 21             |
| 1973 | Billboard Pop Albums                | 16             |
| 1973 | Канада (RPM 100 Albums Chart)       | 13             |

| Чарт (1973)                        | Позиция |
| ---------------------------------- | ------- |
| США (Billboard Top Popular Albums) | 54      |

### Сингл
| Год  | Сингл          | Хит-парад             | Высшая позиция |
| ---- | -------------- | --------------------- | -------------- |
| 1969 | «Space Oddity» | UK Singles Chart      | 5              |
| 1973 | «Space Oddity» | Billboard Pop Singles | 15             |
| 1975 | «Space Oddity» | UK Singles Chart      | 1              |